# A Vampire Knight szereplőinek listája
Ez a lista Hino Macuri Vampire Knight című manga- és animesorozatának szereplőit mutatja be.

## Főszereplők
- Cross Júki (黒主 優姫; Hepburn: Yūki Kurosu?) a történet főhőse, egy 15 éves fiatal lány. Gyerekkori jó barátja Zero, s titkon szerelmes Kanamebe. Egy elég gyenge tanuló, hisz nappal iskolába jár, éjjel pedig őrjáratozik, így nincs ideje tanulni. Magyar hang: Csifó Dorina.

- Kirjú Zero (錐生 零; Hepburn: Zero Kiryū?) akárcsak Júki a Cross Akadémia fegyveres őreként dolgozik. Viszont mint az később kiderül ő maga is a vámpírráválással küszködik. Magyar hang: Hamvas Dániel.

- Kuran Kaname (玖蘭 枢; Hepburn: Kaname Kuran?) egy tisztavérű vámpír, akit származása miatt sokan tisztelnek. Gyengéd érzelmek fűzik Júkihoz. Magyar hang: Dolmány Attila.

## Esti tagozat
- Aidó Hanabusza (藍堂 英; Hepburn: Hanabusa Aidō?) nagy népszerűségnek örvend a nappali tagozatosok körében, akik "Idol-senpai"-nak szólítják. Különleges képesség a jéggel való támadás. Magyar hang: Fekete Zoltán.

- Kain Akacuki (架院 暁; Hepburn: Akatsuki Kain?) Hanabusza legjobb barátja és unokatestvére. Egy csendes, visszahúzódó személyiség. Hatalma van a tűz fölött. Magyar hang: Szabó Máté.

- Szóen Ruka (早園 瑠佳; Hepburn: Ruka Sōen?) hűvös és távolságtartó, teljesen ellentéte Júkinak. A két lánynak viszont van egy közös tulajdonságuk: mindketten szerelmesek Kanamebe. Hatalma van átvenni mások fölött az irányítást. Magyar hang: Tamási Nikolett.

- Icsidzsó Takuma (一条 拓麻; Hepburn: Takuma Ichijō?) az esti tagozat alelnöke és Kaname barátja. Barátságos viselkedésének és kedvességének hála sokkal inkább hasonlít egy emberhez mintsem egy vámpírhoz. Magyar hang: Gacsal Ádám.

- Touja Rima (遠矢 莉磨; Hepburn: Rima Touya?) egy közönyös lány, aki nem szívesen vesz részt dolgokban. Szenrivel egy modellügynökségnél dolgoznak. Hatalma van a villámok felett. Magyar hang: Szabó Zselyke.

- Siki Szenri (支葵 千里; Hepburn: Senri Shiki?) meglehetősen távolságtartó és csendes. Akárcsak Rima ő is modellként dolgozik. A vérét ostorként használva harcol. Magyar hang: Előd Botond.

- Kurenai Maria (紅 まり亜; Hepburn: Maria Kurenai?) egy titokzatos lány, aki az anime második felében csatlakozik a Cross Akadémia diákjaihoz. Magyar hang: Dögei Éva.

- Szeiren (星煉; Hepburn: Seiren?) Kaname testőre, s olykor kémje. Nagyon ügyes harcos. Magyar hangjai: Kelemen Kata (1. évad), Csúz Lívia (2. évad).

## Nappali tagozat
- Vakaba "Jori" Szajori (若葉 沙頼; Hepburn: Sayori Wakaba?) Júki legjobb barátnője és szobatársa. Magyar hang: Lamboni Anna.

- Kirjú Icsiru (錐生 壱縷; Hepburn: Ichiru Kiryū?) Zero halottnak hitt ikertestvére. Magyar hang: Molnár Levente.

- Sindó Nadesiko (新藤 撫子; Hepburn: Nadeshiko Shindō?) Nagyon félénk lány, aki csoki ad Zeronak Valentin napon.

- Kagejama Kaszeumi (影山 霞; Hepburn: Kaseumi Kageyama?) Ő a nappali tagozatos tanulók osztályelnöke. Ajándékot ad Valentin napon Rukának. Magyar hang: Kossuth Gábor.

- Kiszaragi Fuka (如月 風花; Hepburn: Ruka Kisaragi?) Aidó által meghal és így nem éri el az E-szintet. Vampire Knight: Ice Blue no cumi (ヴァンパイア騎士 憂氷の罪; Vanpaia Naito: Aiszu Burú no cumi?) címen megjelent light novelben szerepel.

## Vámpírvadászok
- Cross Kaien igazgató (黒主 灰閻理事長; Hepburn: Kaien Kurosu Rijichō?) a Cross Akadémia alapítója és igazgatója. Egykor híres vámpírvadász volt. Nagyon szereti örökbefogadott gyermekeit: Júkit és Zerot. Magyar hang: Karácsonyi Zoltán.

- Jagari Tóga (夜刈 十牙; Hepburn: Tōga Yagari?) a jelenlegi legjobb vámpírvadász. Régen ő volt Zero és Icsiru mestere. Nyers modorú és távolságtartó, tipikus magányos farkas. Magyar hang: Szatory Dávid.

## Külső hivatkozások
- Vampire Knight hivatalos oldala (japán)